# Malakichthys similis
Malakichthys similis is een straalvinnige vissensoort uit de familie van acropomaden (Acropomatidae). De wetenschappelijke naam van de soort werd voor het eerst geldig gepubliceerd in 2004 door Yamanoue & Matsuura.